# Lange Antares 20E
Dimensions
Le Lange Antares 20E est un motoplaneur électrique conçu par Axel Lange et fabriqué par la société allemande Lange Flugzeugbau.

## Historique
L'Antares 20E est le motoplaneur dérivé du prototype LF-20 E qui était un motoplaneur électrique avec un  fuselage de DG-800, et qui effectua son premier vol en 1999.

## Technologie
Planeur conçu avec :
- Cellule de survie pour le pilote
- 70 batteries d'une tension de 288V
- Pompe hydraulique
- Gestion hydraulique de la sortie et de la rétraction du train d'atterrissage
- Sortie du moteur et verrouillage des portes de logement moteur.